# ザ・コテージ
『ザ・コテージ』は、日本のドラマ、映画作品。2006年7月7日にWOWOWにて放送され、再編集されたものが2006年9月9日に劇場公開された。

## 解説
青春系ホラームービー×ミステリー＝“新感覚ショッキングスリラー”という斬新なスタイルで制作された。
主演には安田美沙子。その恋人役には「特捜戦隊デカレンジャー」で人気を博した林剛史。このほか上野なつひ、豊永利行、小林且弥、後藤ゆきこ、清水ゆみらが出演。
ドラマの舞台は、卒業旅行で訪れた南の島。物語は、死霊にまつわる恐怖伝説と、次々と襲ってくるショッキングな出来事が、メンバーの中に渦巻く疑惑とリンクしながら展開。登場人物たちは、それぞれの秘密と伝説とのつながりを感じながら、徐々に増幅していく復讐の恐怖に襲われていく。登場人物たちの等身大の青春群像と、得体の知れない殺人鬼の恐怖におびえながらパニックに陥っていく。

## あらすじ
高野志保(安田美沙子)はサークルの仲間6人で、南の島エウロパへ卒業旅行にやってきた。ほかの滞在者もなく美しいその島は志保たちの貸し切り状態。学生生活最後の休日を満喫する6人だったが、ふとしたことでこの島に残る怨霊伝説を知ることに。その伝説とは、恨みをもって亡くなった死者の魂が甦り、人々を呪い殺すというものだった。そして、その日の夜、ホテルの支配人(山田明郷)が死に、続いてメンバーのひとりが行方不明となり、翌日死体となって発見された。事故なのか？ 殺人なのか？または怨霊の仕業か？　残る5人も次々と恐怖に襲われていく。そんな中、それぞれの記憶に浮かび上がるひとりの名前。心の中に浮かび上がる疑惑。「まさか、あのときのこと、恨んでいるの？」取り残された島で、それぞれが狙われるだけの秘密を胸に隠し持つまま、さらなる惨劇が襲いかかる。

## キャスト
- 高村志保：安田美沙子
- 遠野敦：林剛史
- 宇都宮貴子：上野なつひ
- 甲斐智則：豊永利行
- 赤峰司：小林且弥
- 島本美鈴：後藤ゆきこ
- 白石瑛子：清水ゆみ
- 中瀬里香：古谷香織
- 兼崎：山田明郷

## スタッフ
- 監督・脚本：葉山陽一郎
- プロデュース：森谷雄
- 企画統括：山本均、尾川匠 、高野秀夫
- プロデューサー：青木泰憲、石川浩太郎
- 音楽プロデューサー：堀正明
- 音楽：海田庄吾
- 製作：WOWOW 、Softgarage
- 企画・制作：アットムービー・ジャパン
- 撮影：瀬川龍
- 照明：白石宏明
- 美術：太田喜久男
- 録音：山方浩
- スクリプター：津島由紀江
- 助監督：梅原紀且
- 編集：河原弘志
- スタイリスト：棚橋公子
- メイク：清水惇子
- 制作担当：若山直樹
- CG・タイトルバック：本田貴雄
- 音楽プロデューサー：堀正明
- ライン・プロデューサー：須永裕之
- 宣伝・配給：アットムービー・ジャパン